# 앨런 존스
앨런 존스 RA(Allen Jones, 1937년 9월 1일 ~)는 그림, 조각, 리소그래피로 알려진 영국 팝 아티스트이다. 그는 1963년 파리 비엔날레에서 Pris des Jeunes Artistes를 수상하였다. 현재 왕립예술원의 선임 회원이다. 2017년 그는 고향으로 돌아와 사우샘프턴 솔런트 대학교 (Southampton Solent University)에서 명예 박사 학위를 받았다.
존스는 사우스 플로리다 대학교, 캘리포니아 대학교, 캐나다 밴프 센터 예술 학교 및 베를린 예술 대학에 출강하였다. 테이트, 루드비히 박물관, 워릭 아트 센터, 허시혼 미술관 등이 그의 작품을 소장하고 있다.
존스는 1960년대 후반 영국 팝 아트 운동과 관련하여, 캐스 스컬프처 파운데이션(Cass Sculpture Foundation)은 존스의 작품에 대해 "평평한 캔버스에서 그려진 형상은 조각처럼 보이고, 3차원 작품은 회화적이다"고 평가하였다. 리소그래피와 회화, 드로잉, 조각 작업으로 유명하며, 그는 형태를 묘사하기 위하여 색상을 사용한다. 가끔은 생생한 정밀함으로 묘사하거나 거꾸로 직접적인 표현에 가까운 자유로운 몸짓나 에너지로 작업한다. 테이트는 리소그래피는 "존스의 그림에 대한 재능을 표현하기 위한 적절한 매체임을 증명했다"며 존스의 리소그래피 작업을 "풍부하다"고 평가하였다. 알렉산더 매퀸이나 잇세이 미야케(Issey Miyake), 리처드 니콜(Richard Nicoll) 등의 아티스트와 패션 디자이너는 존스가 자신의 스타일에 영향을 주었다고 언급하였다.
존스는 고무 페티시와 BDSM을 포함한 에로틱한 이미지를 그의 작품에 삽입하는 것으로 유명하며, 이러한 성적 표현은 종종 예술 비평가와 언론의 관심을 받았다.  《마크 허드슨》(Mark Hudson)은 2014년에 존스의 "주제는 음악가, 무용수, 런던의 버스를 포함하고 있지만 대중적인 인식에서 그의 이름은 이차원에서든 삼차원에서든 기계로 만들어진 표면을 가지고 공허하게 표현된 그의 변태적인 페티시 여성과 연관되어 있다. 이는 피터 블레이크의 비틀즈 그림이나 호크니의 수영장과 같이 고전적 팝 아트를 표상하는 이미지이다."라고 평가하였다.  2014년 11월, 존스의 경력에 대한 평론에서 리처드 도먼트(Richard Dorment)는 "여러분은 존스의 작업이 실제로 여성에 관한 것이 아니라 남성에 관한 것이며, 남성이 여성을 어떻게 보는지 여성을 어떻게 생각하는지에 대한 것이라고 주장할 수 있다"이라고 하였다.

## 같이 보기
- 영국의 미술